# Casa al costat de Sant Andreu de Llorona
La Casa al costat de Sant Andreu de Llorona és una obra d'Albanyà (Alt Empordà) inclosa a l'Inventari del Patrimoni Arquitectònic de Catalunya.

## Descripció
Al costat de l'església de Sant Andreu de Liurona hi ha un petit agrupament de cases mig enrunades, l'estructura de les quals és molt senzilla i estan mancades d'elements ornamentals així com de carreus ben tallats i llindes a les seves obertures. La casa situada a migjorn de l'esmentada església conserva únicament dempeus la seva façana principal, únicament destacable per la llinda que corona la porta principal, presenta la següent inscripció: " DI ATROI 1786 QVER"